# 재니스 비달
재니스 비달(중국어: 衛蘭, 병음: Wèi Lán, 광둥어: Wai Laan, 영어: Janice M. Vidal, 1982년 4월 13일 ~ )은 중국・한국・필리핀 혼혈 출신의 홍콩 가수로, 여명이 실제 사장으로 있는 에이뮤직 소속이다. 본명이 제니스 M. 비달이며 홍콩을 비롯한 중화권에서는 중국어 예명인 위란(衛蘭)으로 불린다.

## 가족 관계
- 아버지가 필리핀인, 어머니가 한・중 혼혈인이며 같은 소속사의 댄스 가수 질 비달(衛詩)은 쌍둥이 동생이다. 부모가 이혼하여 어머니를 따라 5년간 한국에서 살았다. 영어와 광동어에 능통하다.

## 경력 및 기타
- 데뷔하기 전에는 Renee라는 예명으로 밴드나 코러스 등 음악관계의 일을 하고 있었다.
- 2000년, 明樂蒂라는 이름으로 TVB 세계중국인 뉴 탤런트 오디션 대회에 출전하였다
- 데뷔 전부터 여명의 오랜 팬이었던 그녀는 여명의 2001년에 발매된 광동어 앨범 The Red Shoes Evolution에 수록된 Pure Misunderstanding(Drum & Bass Mix BPM 170 Version)과 2002년에 발매된 광동어 앨범 Homework의 수록곡인 BaBa, 2005년에 발매된 Love & Promise 앨범의 수록곡인 So As to Miss You More와 Love Crazy에 코러스로 참여하면서 여명과 인연을 맺게 된다.
- 여명의 적극적인 음악관련 지원을 받으며 2005년에 자신의 미니콘서트에 맞춰서 첫 앨범인 Day & Night앨범을 발매하게 되는데, 특이하게도 데뷔 앨범 전곡이 모두 여명의 히트곡을 영어로 작사하였으며, 재즈풍으로 편곡이 되었다.
- 2005년 10월에 홍콩에서 개최된 여명의 Crazy Classic Concert에 게스트로 출연하면서 처음으로 공개된 신곡인 My Love My Fate를 불렀는데, 제대로 고음을 처리하지 못해 CD에 있는 오디오곡과 라이브로 부르는 것이 다르다며, 팬들의 질타를 받았다.
- 2005년 12월에 위란의 My Love 앨범이 발매되었으며, 응창우의 동명 앨범도 동시에 발매되자, 위란의 힘을 이용하여 같은 소속사 신인가수인 응창우를 끼워팔기한다는 비판을 하기 시작하였다. 같은 시기에 홍콩 라디오에 1절을 여명이 자신의 중국어곡인 Good Day를 부르고, 2절을 위란이 자신의 광동어곡인 Sweet Talker를 불렀는데, 위란이 부른 노래는 여명의 Crazy Classic Concert보다는 나았지만, 찢어지는 고음 부분은 들어주기 어려울 정도였다.
- 2006년 상반기에는 여명이 감독한 Melody Looking에 출연하면서, 가수 뿐만 아니라 연기자의 길로도 걷기 시작하였고, 11월에는 위란의 Do U Know 앨범이 발매되었다.
- 2007년 3월 29일에서 4월 1일까지 위란의 첫 콘서트가 홍캄체육관에서 열렸다. 하지만, 사전준비가 미흡하여 정식 콘서트 앨범으로는 발매되지 못하게 되었다.
- 2008년 7월에는 자신의 이름을 건 홍콩 스타홀에서 Magic Live Concert를 1회 개최하였다. 여기에서 위란은 추억의 노래인 BaBa와 Eye travel을 락댄스곡으로 편곡하여 게스트로 출연한 여명과 같이 부르게 된다.
- 2008년 11월에는 새로운 앨범인 Serving You가 발매되었는데, 홍콩에만 30만장이 팔려서 이후에 말레이시아, 싱가포르 등에도 발매하게 된다.
- 2009년에는 위란의 첫 인터네셔널 영어 앨범인 Morning이 중화권 전역으로 발매가 되었으며, 홍콩 최고의 작곡가들이 참여하게 된다. 특히 이 앨범 수록곡인 999은 마약의 위험성을 경고하여 마약에 대한 경각심을 높여준 계기가 되었다.
- 2010년 7월 11일에는 홍콩 스타홀에서 Moov Concert를 2010년 10월 16일에서 17일까지 홍캄체육관에서 Fairy Concert가 2회 개최하였으며, 여기에서 위란은 댄스곡 메들리에서는 약간 끊김이 있었지만 나름 안정적인 라이브를 보여주었다.
- 2012년 7월 20일에서 22일까지 홍콩 스타홀에서 홍콩 인기 작곡가들과 작사가들과 함께 위란의 3000 Day & Night 콘서트를 3회 개최하였다. 여기에서 위란은 이후에 공개될 Imagine 앨범의 수록곡인 You're Whom I Miss (내가 그리워해야 할 당신)과 Imagine을 불렀는데, 안타깝게도 Imagine은 콘서트 실황앨범에는 수록되지 못했다.
- 2012년 12월 21일에는 He's Not Accustomed to Being Loved (그는 사랑에 익숙하지 않아요.) 뮤직비디오의 공개와 함께 Imagine 앨범이 발매되었다.
- 2013년 9월 17일에는 Imagine 앨범 이후 9개월 만에 새로운 신곡인 You Go I Go를 발표하였다.
- 2014년 11월 28일에 You Go I Go를 포함하여 11곡이 수록된 E11 앨범이 발매되었다. 이번 앨범은 에이뮤직에서 제작 및 직접 유통을 맡았다.
- 2016년 6월에 에이뮤직 계약 만료와 동시에 홍콩 워너뮤직으로 이적하였다.
- 2016년 6월에 디지털 싱글 앨범인 Butterfly를 Moov와 애플뮤직(홍콩), 네이버뮤직, 엠넷닷컴(한국) 등에 출시하였다

## 음반

### 정규 음반
- Day & Night(광동어/영어) (2005년) - 데뷔 음반, 후에 신곡 대가(大哥)가 수록된 리패키지 앨범이 나왔다.
- My Love (광동어/국어/영어) (2005년)
- Do U Know...(광동어/영어) (2006년) - 시디 이미지가 달라진 리패키지 앨범이 나왔다.
- Serving You(광동어/영어) (2008년) - 홍콩에서만 30만장 넘는 판매고로 싱가포르, 말레이시아까지 진출한 음반
- Morning(영어) (2009년) - 중화권 전역에 정식으로 출시된 인터네셔널 음반
- Wish(광동어/영어) (2009년) - 베스트 앨범이며, 이 때까지 위란의 앨범 이미지들을 모은 리패키지 앨범이 나왔다.
- Love Diaries(광동어/영어/일본어) (2010년)
- Imagine(광동어/영어) (2012년) - 위란의 자전적인 노래들을 수록한 앨범이다.
- E11(광동어/영어) (2014년)
- Love And Other Things (광동어) (2017년) - 워너뮤직 이적 후 첫 정규앨범이며, 한국에는 엠넷닷컴, 네이버 뮤직 등과 같은 음악포털에서 디지털 앨범으로 정식 출시되었다.
- Blue Monday : Janice Vidal (국어) (2017년) - 위란 최초 중국어 노래들로 구성된 첫 앨범이다. 쓸쓸한 음색과 세련된 멜로디가 가미된 Lonely 뮤직비디오가 먼저 발표되었다.

### 콘서트 음반
- Fairy Concert 2010(광동어/영어/일본어) (2010년) - DVD + CD로 구성한 앨범과 블루레이 디스크 앨범으로 각각 출시되었다.
- 3000 Day & Night Concert(광동어/영어) (2012년) - 2장의 CD로 구성된 앨범으로 출시되었다.

### 디지털 싱글 음반
- Butterfly (2016년 6월)
- Reason for Crying (2016년 7월)
- Wounded (2017년 1월)
- Enemy (2017년 3월)
- Spotless Mind (2017년 7월) - Butterfly Chinese Version Song
- Lonely (2017년 10월)
- World Of Imagination (2017년 11월)
- Blink Of An Eyes (2017년 11월)

## 출연 영화
- 멜로디 룩킹 (A Melody Looking) (2006년)
- 시간을 달리는 소녀 (時をかける少女) (2007년) - 홍콩판에 성우로 출연
- 프로즌 (Frozen) (2010년) - 여명과 함께 출연

## 출연한 CF
- IDA (헤어용품) (2005년) - My Love 앨범과 Fairy Concert 2010을 후원하였다.
- 맥도날드 (패스트푸드) (2006년)
- 원데이 아큐브 디파인 (2007년)
- 도요타 자동차 (2009년) - Wish 뮤직비디오 출연과 홍보를 하였다.
- 삼성 웨이브폰 575 (2010년)